# 旧小守家住宅
旧小守家住宅（きゅうこもりじゅうたく）は、愛知県犬山市犬山東古券498にある邸宅。主屋が登録有形文化財。犬山の町家の典型的な形式であるとされる。

## 歴史
小守家は江戸時代から小守姓を名乗り、「木屋」（きや）を屋号とする養蚕具業の商家だった。
1923年（大正12年）に主屋が建てられた。1959年（昭和34年）9月に襲来した伊勢湾台風では大きな被害を受けており、同年頃に改修された。
2010年（平成22年）にも改修された。2015年（平成27年）8月4日、主屋が登録有形文化財に登録された。内部はクラフト作品などの展示販売スペースであるぎゃらりぃ木屋となっている。

## 建築

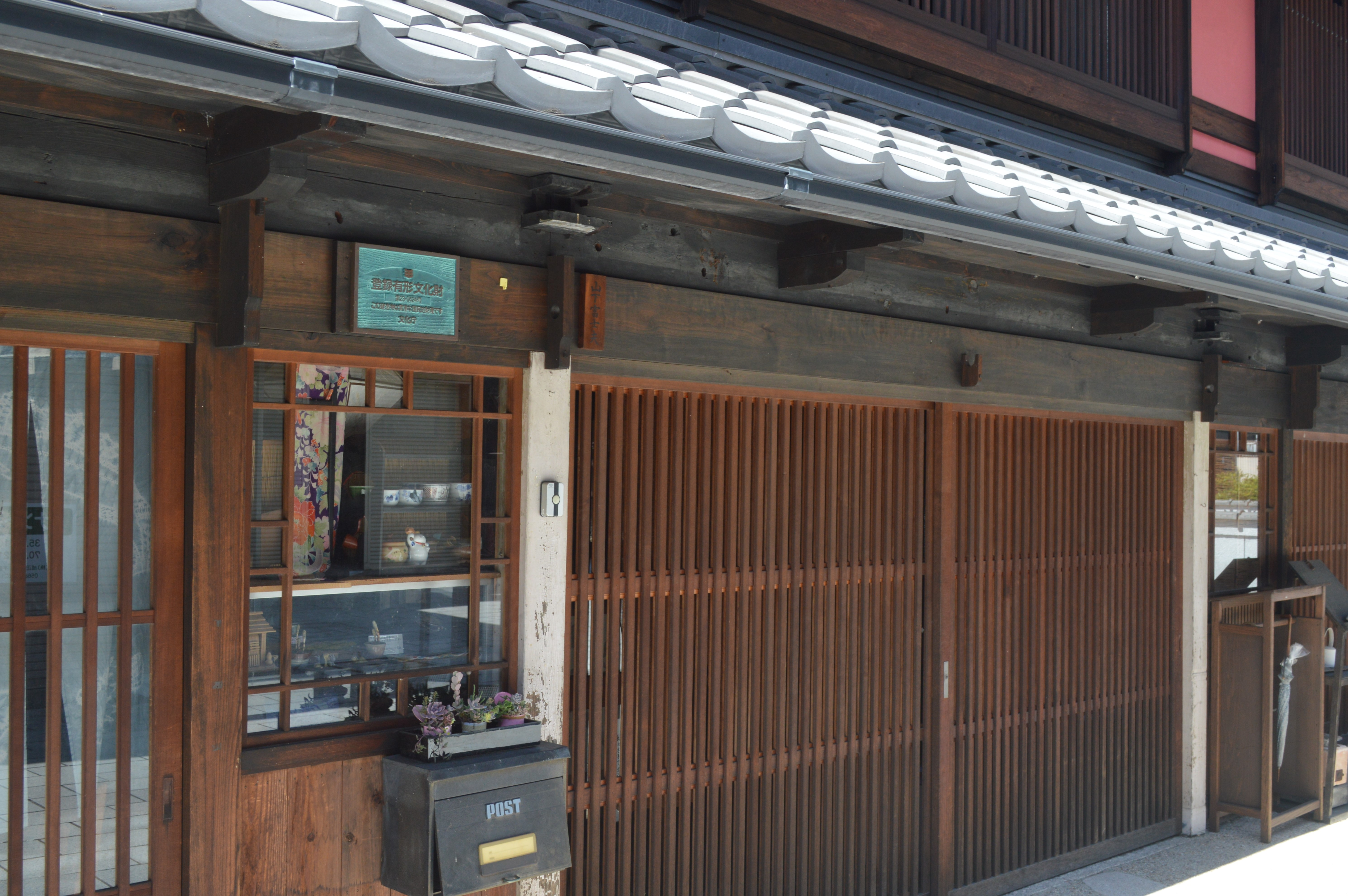
玄関

犬山城下東側の魚屋町通りに面している。かつて魚屋町通りは善師野往還と呼ばれ、犬山城下から中山道に通じる道でもあった。